# Bund freischaffender Bildhauer*innen Baden-Württemberg
Der Bund freischaffender Bildhauer*innen Baden-Württemberg e. V. (BfB) ist ein Interessenverband in Baden-Württemberg lebender Bildhauerinnen und Bildhauer. 

## Geschichte
Der Vorläufer war das 1972 gegründete Kontaktzentrum Bildhauer Baden-Württemberg, das am 22. Mai 1992 aufgelöst wurde – in derselben Sitzung wurde der Bund freischaffender Bildhauer Baden-Württemberg e. V. in Karlsruhe gegründet und dort ins Vereinsregister eingetragen. Im September 2021 wurde auf der jährlichen Mitgliederversammlung der Name in Bund freischaffender Bildhauer*innen Baden-Württemberg e.V. geändert.
Der Bund hat den Zweck, die Interessen der Bildhauer in Baden-Württemberg zu vertreten, Kontakte untereinander zu pflegen, das Verständnis der Öffentlichkeit für die Bildende Kunst zu fördern und die Arbeit der Bildhauer zu unterstützen, z. B. durch Bildhauersymposien, die in unregelmäßigen Abständen durchgeführt werden.
Aktiv im BfB sind zur Zeit u. a.  Peter Brauchle, Claudia Dietz, Heike Endemann, Jörg Failmezger, Michaela A. Fischer, Uli Gsell, Barbara Jäger, Dieter Kränzlein, OMI Riesterer, Rüdiger Seidt und Frank Teufel.

## Ausstellungen (Auswahl)
- 1996: Skulptur. Bund freischaffender Bildhauerinnen und Bildhauer Baden-Württemberg. Landesgewerbeamt, Karlsruhe, Deutschland[1]
- 2007: „Vorgestellt“, BfB im Regierungspräsidium Karlsruhe, Deutschland[2]
- 2011: Form im Raum / Bund freischaffender Bildhauer BW, Landratsamt Ludwigsburg, Deutschland[3][4]
- 2012: Wir zeigen’s Euch. Jubiläumsausstellung 40 Jahre Bund freischaffender Bildhauer BW, Karlsruhe, Deutschland
- 2014: Nackte Form BfB-Jahresausstellung. Regierungspräsidium Karlsruhe, Deutschland
- 2015: Einblicke. BfB-Ausstellung. Städtische Galerie Kirchheim/Teck, Deutschland[5]
- 2015: Hommage à Karlsruhe. BfB-Jahresausstellung. Regierungspräsidium Karlsruhe, Deutschland[6]
- 2015: Dialog im Raum – Skulpturen aus Baden-Württemberg. BfB-Ausstellung. Landratsamt Aalen, Deutschland[7]
- 2016: Bund freischaffender Bildhauer Baden-Württemberg. BfB-Jahresausstellung. Regierungspräsidium Karlsruhe, Deutschland[8]
- 2017: Bund freischaffender Bildhauer Baden-Württemberg. BfB-Jahresausstellung. Regierungspräsidium Karlsruhe, Deutschland[9]
- 2017: Körper – Raum – Entgrenzung. Diözesanmuseum Rottenburg am Neckar, Deutschland[10]
- 2018: Summe der Teile. Kunstbezirk Galerie im Gustav-Siegle-Haus Stuttgart, Deutschland[11]
- 2019: Lust am Detail. Kreishaus Ludwigsburg, Deutschland[12]
- 2019: Lust am Detail. Regierungspräsidium Karlsruhe, Deutschland[13][14]
- 2020: #formfollowers. Bund freischaffender Bildhauerinnen und Bildhauer Baden-Württemberg. Graf-Zeppelin-Haus, Friedrichshafen, Deutschland[15]
- 2022: Wiedersehen. Bund freischaffender Bildhauerinnen und Bildhauer Baden-Württemberg. Villa Bosch, Radolfzell am Bodensee, Deutschland[16]
- 2022: „Skulpturenpfad“. Bund freischaffender Bildhauerinnen und Bildhauer auf dem Waldfriedhof, Radolfzell am Bodensee, Deutschland[17]
- 2023: Skulptur! 50 Jahre Bund freischaffender Bildhauer*innen Baden-Württemberg. Regierungspräsidium Karlsruhe, Deutschland[18]
- 2023: Kontaktzone. Galerie im Gustav-Siegle-Haus, Stuttgart, Deutschland[19]
- 2023: Skulptur! 50 Jahre Bund freischaffender Bildhauer*innen Baden-Württemberg. Vertretung des Landes Baden-Württemberg, Brüssel, Belgien[20]